# Anaulacodesmus nodus
Anaulacodesmus nodus är en mångfotingart som först beskrevs av Carl Graf Attems.  Anaulacodesmus nodus ingår i släktet Anaulacodesmus och familjen orangeridubbelfotingar. Inga underarter finns listade i Catalogue of Life.